# Voto del Bodhisattva
Il voto del Bodhisattva (sanscrito praṇidhāna) è la solenne dichiarazione con cui si avvia il perfezionamento spirituale proprio delle scuole del Buddismo Mahāyāna.
L'ingresso nella "Via del bodhisattva" (bodhisattvayāna, Veicolo dei bodhisattva) è preceduto da un voto pronunciato da un monaco o da un laico di fronte al proprio maestro e, idealmente, di fronte all'assemblea dei buddha.
Esistono diverse forme di "voto del bodhisattva" ma tutte si fondano sulla ferma decisione di raggiungere la bodhi al fine di salvare tutti gli esseri senzienti.
- Nelle scuole afferenti al Canone cinese il voto del bodhisattva viene espresso con una formula dei "Quattro grandi voti" (四弘誓願 sì hóng shìyuàn, giapp. shi ku seigan):

1. Per quanto infiniti siano gli esseri senzienti, pronuncio il voto di salvarli [dalla sofferenza] (衆生無邊誓願度 zhòngshēng wúbiān shìyuàndù, giapp. shūjō muhen seigando);
2. Per quanto inesauribili siano le passioni, pronuncio il voto di estinguerle (煩惱無數誓願斷 fánnǎo wúshǔ shìyuànduàn, giapp. bonnō mujin seigandan;
3. Per quanto innumerevoli siano gli insegnamenti (Dharma), pronuncio il voto di comprenderli (法門無盡誓願學  fǎmén wújìn shìyuànxué, giapp. hōmon muryo seigangaku);
4. Per quanto inconcepibile sia la via dei buddha, pronuncio il voto di completarla (佛道無上誓願成 fódào wúshàng shìyuàn chéng, giapp. butsudō mujō seiganjō).

- Nelle scuole afferenti al Canone tibetano si utilizzano normalmente alcune strofe fondate sul  Bodhicaryāvatāra di Śāntideva: